# Criollas de Caguas 2022
Questa voce raccoglie le informazioni riguardanti le Criollas de Caguas nella stagione 2022.

## Stagione
Le Criollas de Caguas disputano la loro quarantunesima Liga de Voleibol Superior Femenino: dopo aver chiuso al primo posto la regular season, nei play-off scudetto eliminano in semifinale le Valencianas de Juncos con un 4-0 nella serie; vengono però sconfitte in quattro giochi nella finale scudetto dalle Pinkin de Corozal.

## Organigramma societario
Area direttiva
- Presidente: Francisco Ramos

Area tecnica
- Allenatore: Juan Carlos Nuñez

## Rosa
| N° | Nome              | Ruolo | Data di nascita   | Nazionalità sportiva |
| -- | ----------------- | ----- | ----------------- | -------------------- |
| 1  | Julymar Otero     | O     | 31 ottobre 1996   | Porto Rico           |
| 2  | Shara Venegas     | L     | 18 settembre 1992 | Porto Rico           |
| 3  | Valeria León      | L     | 21 novembre 1995  | Porto Rico           |
| 6  | Stephanie Enright | S     | 15 dicembre 1990  | Porto Rico           |
| 7  | Kanisha Jiménez   | O     | 28 novembre 1995  | Porto Rico           |
| 9  | Jennifer Nogueras | P     | 1º agosto 1991    | Porto Rico           |
| 10 | Diana Reyes       | C     | 29 aprile 1993    | Porto Rico           |
| 11 | Karina Ocasio     | S     | 1º agosto 1985    | Porto Rico           |
| 12 | Katherine Bell    | O     | 5 marzo 1993      | Stati Uniti          |
| 12 | Taylor Sandbothe  | C     | 15 dicembre 1994  | Stati Uniti          |
| 13 | Mariana Thon      | P     | 18 novembre 1988  | Porto Rico           |
| 14 | Neira Ortiz       | C     | 6 luglio 1993     | Porto Rico           |
| 15 | Adora Anae        | S     | 1º ottobre 1996   | Stati Uniti          |
| 16 | Gabriela Colón    | S     | 29 luglio 1995    | Porto Rico           |
| 18 | Paola Rivera      | C     | 6 marzo 1997      | Porto Rico           |
| 18 | Alba Hernández    | C     | 3 ottobre 1994    | Porto Rico           |
| 21 | Pilar Victoriá    | S     | 11 ottobre 1995   | Porto Rico           |

## Mercato
| Acquisti | Acquisti          | Acquisti                  | Acquisti   |
| R.       | Nome              | da                        | Modalità   |
| -------- | ----------------- | ------------------------- | ---------- |
| L        | Valeria León      | Leonas de Ponce           | definitivo |
| S        | Stephanie Enright | Adam                      | definitivo |
| O        | Kanisha Jiménez   | Sanjuaneras de la Capital | definitivo |
| P        | Jennifer Nogueras | Apollōn Limassol          | definitivo |
| C        | Diana Reyes       | Pannaxiakos               | definitivo |
| O        | Katherine Bell    | Pink Spiders              | definitivo |
| C        | Neira Ortiz       | Târgoviște                | definitivo |
| S        | Adora Anae        | Prometej                  | definitivo |
| S        | Gabriela Colón    | Sanjuaneras de la Capital | definitivo |
| C        | Paola Rivera      | -                         | definitivo |
| S        | Pilar Victoriá    | Chamalières               | definitivo |
| C        | Alba Hernández    | Valencianas de Juncos     | definitivo |
| C        | Taylor Sandbothe  | Valencianas de Juncos     | definitivo |

| Cessioni | Cessioni           | Cessioni              | Cessioni   |
| R.       | Nome               | a                     | Modalità   |
| -------- | ------------------ | --------------------- | ---------- |
| S        | Yuliana Martínez   | Changas de Naranjito  | definitivo |
| S        | Stephanie Enright  | Bergamo               | definitivo |
| C        | Sheila Ocasio      | -                     | ritirata   |
| P        | Jennifer Nogueras  | Apollōn Limassol      | definitivo |
| C        | Diana Reyes        | Pannaxiakos           | definitivo |
| C        | Jetzabel Del Valle | -                     | ritirata   |
| C        | Taylor Sandbothe   | Athletes Unlimited    | definitivo |
| S        | Adora Anae         | Prometej              | definitivo |
| L        | Dalianliz Rosado   | -                     | ritirata   |
| C        | Paola Rivera       | Valencianas de Juncos | definitivo |
| O        | Katherine Bell     | -                     | svincolata |

## Risultati

### LVSF

#### Regular season
| 20 maggio 2022 Coliseo Mario Morales, Guaynabo          | Criollas de Caguas    | 3 - 1 | Valencianas de Juncos | 20-25, 25-17, 25-16, 25-21        |
| 22 maggio 2022 Coliseo Gelito Ortega, Naranjito         | Changas de Naranjito  | 0 - 3 | Criollas de Caguas    | 23-25, 20-25, 22-25               |
| 26 maggio 2022 Coliseo Mario Morales, Guaynabo          | Criollas de Caguas    | 3 - 0 | Changas de Naranjito  | 25-19, 25-22, 25-19               |
| 28 maggio 2022 Coliseo Juan Aubín Cruz Abreu, Manatí    | Atenienses de Manatí  | 2 - 3 | Criollas de Caguas    | 25-21, 23-25, 25-18, 24-26, 13-15 |
| 3 giugno 2022 Coliseo Carmen Zoraida Figueroa, Corozal  | Pinkin de Corozal     | 1 - 3 | Criollas de Caguas    | 25-22, 11-25, 21-25, 20-25        |
| 11 giugno 2022 Coliseo Mario Morales, Guaynabo          | Criollas de Caguas    | 3 - 0 | Atenienses de Manatí  | 25-17, 25-19, 25-20               |
| 12 giugno 2022 Coliseo Mario Morales, Guaynabo          | Criollas de Caguas    | 2 - 3 | Pinkin de Corozal     | 23-25, 19-25, 25-20, 25-21, 15-17 |
| 15 giugno 2022 Coliseo Gelito Ortega, Naranjito         | Changas de Naranjito  | 0 - 3 | Criollas de Caguas    | 22-25, 17-25, 18-25               |
| 19 giugno 2022 Coliseo Juan Aubín Cruz Abreu, Manatí    | Atenienses de Manatí  | 0 - 3 | Criollas de Caguas    | 21-25, 22-25, 24-26               |
| 25 giugno 2022 Coliseo Rafael Amalbert, Juncos          | Valencianas de Juncos | 0 - 3 | Criollas de Caguas    | 23-25, 27-29, 24-26               |
| 26 giugno 2022 Coliseo Carmen Zoraida Figueroa, Corozal | Pinkin de Corozal     | 0 - 3 | Criollas de Caguas    | 23-25, 21-25, 18-25               |
| 29 giugno 2022 Coliseo Mario Morales, Guaynabo          | Criollas de Caguas    | 3 - 1 | Changas de Naranjito  | 25-14, 25-16, 23-25, 25-17        |
| 30 giugno 2022 Coliseo Mario Morales, Guaynabo          | Criollas de Caguas    | 3 - 0 | Atenienses de Manatí  | 25-16, 25-22, 25-21               |
| 2 luglio 2022 Coliseo Mario Morales, Guaynabo           | Criollas de Caguas    | 1 - 3 | Pinkin de Corozal     | 23-25, 25-23, 14-25, 23-25        |
| 7 luglio 2022 Coliseo Rafael Amalbert, Juncos           | Valencianas de Juncos | 3 - 1 | Criollas de Caguas    | 25-21, 20-25, 25-15, 25-21        |
| 9 luglio 2022 Coliseo Mario Morales, Guaynabo           | Criollas de Caguas    | 3 - 2 | Valencianas de Juncos | 23-25, 25-23, 23-25, 25-13, 15-9  |

#### Play-off
| Semifinali (gara 1) - 13 luglio 2022 Coliseo Marcelo Trujillo Panisse, Humacao | Criollas de Caguas    | 3 - 1 | Valencianas de Juncos | 25-23, 25-27, 25-18, 25-17       |
| Semifinali (gara 2) - 15 luglio 2022 Coliseo Rafael Amalbert, Juncos           | Valencianas de Juncos | 2 - 3 | Criollas de Caguas    | 25-18, 25-18, 24-26, 20-25, 9-15 |
| Semifinali (gara 3) - 16 luglio 2022 Coliseo Marcelo Trujillo Panisse, Humacao | Criollas de Caguas    | 3 - 0 | Valencianas de Juncos | 25-16, 25-15, 25-21              |
| Semifinali (gara 4) - 18 luglio 2022 Coliseo Rafael Amalbert, Juncos           | Valencianas de Juncos | 0 - 3 | Criollas de Caguas    | 16-25, 21-25, 26-28              |
| Finale (gara 1) - 6 agosto 2022 Coliseo Marcelo Trujillo Panisse, Humacao      | Criollas de Caguas    | 0 - 3 | Pinkin de Corozal     | 27-29, 21-25, 15-25              |
| Finale (gara 2) - 8 agosto 2022 Coliseo Carmen Zoraida Figueroa, Corozal       | Pinkin de Corozal     | 3 - 0 | Criollas de Caguas    | 25-18, 25-19, 28-26              |
| Finale (gara 3) - 10 agosto 2022 Coliseo Marcelo Trujillo Panisse, Humacao     | Criollas de Caguas    | 0 - 3 | Pinkin de Corozal     | 23-25, 20-25, 17-25              |
| Finale (gara 4) - 12 agosto 2022 Coliseo Carmen Zoraida Figueroa, Corozal      | Pinkin de Corozal     | 3 - 0 | Criollas de Caguas    | 25-16, 30-28, 25-23              |

## Statistiche

### Statistiche di squadra
| Competizione | Punti | In casa | In casa | In casa | In trasferta | In trasferta | In trasferta | Totale | Totale | Totale |
| Competizione | Punti | G       | V       | P       | G            | V            | P            | G      | V      | P      |
| ------------ | ----- | ------- | ------- | ------- | ------------ | ------------ | ------------ | ------ | ------ | ------ |
| LVSF         | 38    | 12      | 8       | 4       | 12           | 9            | 3            | 24     | 17     | 7      |
| Totale       | -     | 12      | 8       | 4       | 12           | 9            | 3            | 24     | 17     | 7      |

G = partite giocate; V = partite vinte; P = partite perse